# Киченер
Киченер (енгл. Kitchener) је град у Канади у покрајини Онтарио. Према резултатима пописа 2011. у граду је живело 219.153 становника. Са суседним градовима Вотерлу и Кембриџ има око 450.000. Киченер и Ватерло имају одвојене градске управе, али се често сматрају јединственим насељем Киченер-Вотерлу.
Насеље је настало 1854. под именом Берлин. Ово име је промењено 1916. у Киченер, по британском маршалу и државнику Херберту Киченеру који је погинуо те године. Утицај немачке традиције је и данас приметан, па се у Киченеру организује највећи Октоберфест изван Немачке.

## Становништво
Према резултатима пописа становништва из 2011. у граду је живело 219.153 становника, што је за 7,1% више у односу на попис из 2006. када је регистровано 204.668 житеља.
| 2006.   | 2011.   | 2016.   |
| ------- | ------- | ------- |
| 204.668 | 219.153 | 233.222 |

## Познате личности
- Волтер П. — оснивач Зелерса, ланца дискаунт продавница у Канади
- Тајлер Варга —— бивши бек Индијанаполис колтса
- Ленокс Луис — бивши светски првак у боксу
- Џамал Мари — кошаркаш, НБА шампион 2023.
- Дејвид Морел — оснивач Рамбо франшизе
- Сара Павон —  одбојкашица на песку, светски шампион 2019.

## Партнерски градови
- Кумаси